# Huso huso
El esturión beluga (Huso huso) es una especie de pez acipenseriforme de la familia Acipenseridae. Se halla principalmente en las cuencas del mar Negro y del mar Caspio, y ocasionalmente en el mar Adriático.

## Características
Es un pez anádromo, ya que remonta los ríos para reproducirse.

Es muy apreciado por el valor de las huevas, el caviar de beluga; sin embargo, su carne no es muy apreciada.[cita requerida]

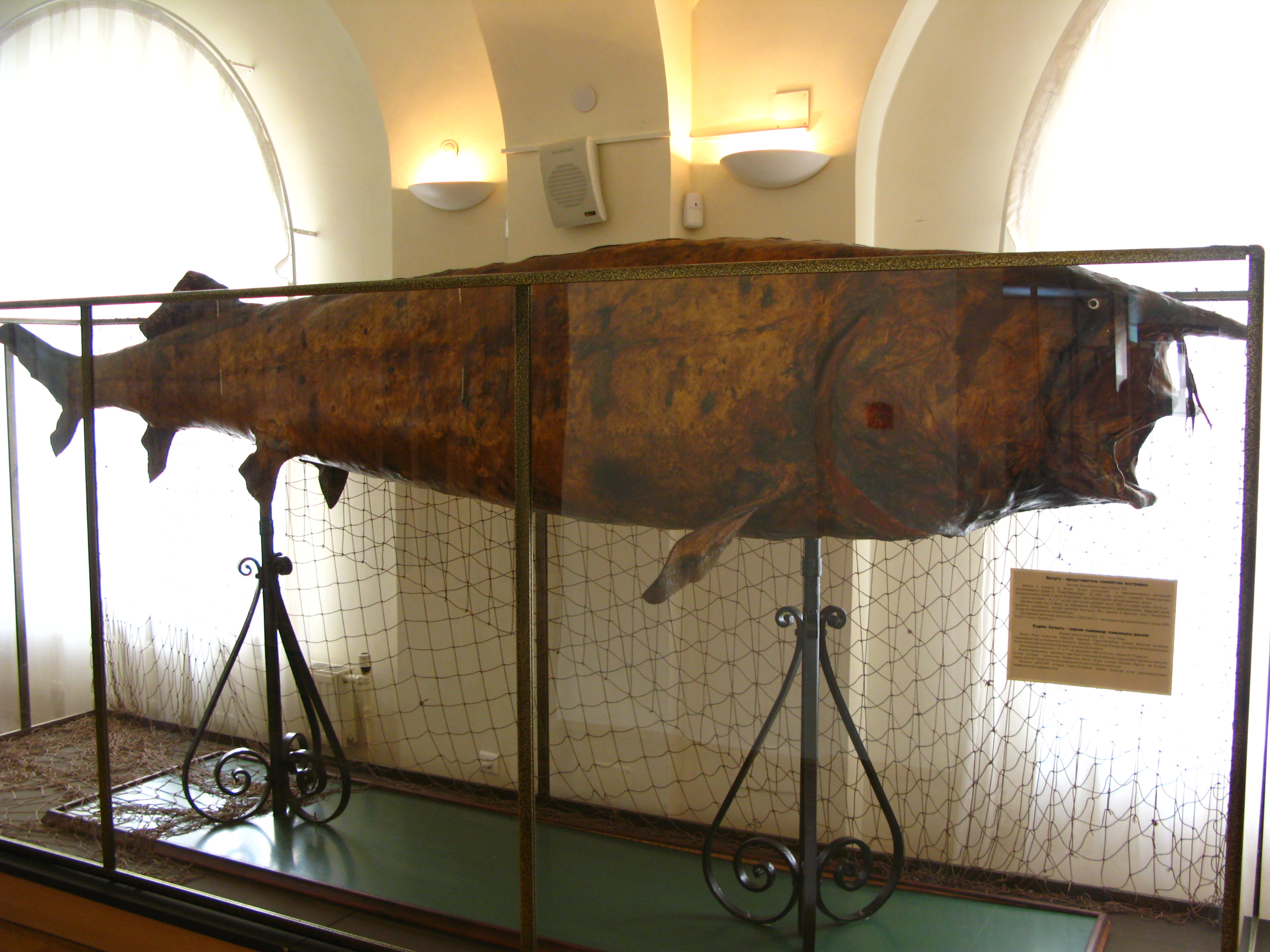
Un esturión beluga de 1000 kg y 4,17 m de largo del río Volga (Museo Nacional de Tatarstan, Kazan, Rusia).

Alcanza gran tamaño; se han capturado ejemplares muy viejos de hasta 5 m de longitud; es de lento crecimiento y tardía maduración y puede vivir hasta 150 años. El número de especímenes de la especie ha sido grandemente reducido por sobrepesca, obligando a muchos gobiernos a restringir su mercadeo.
La IUCN clasifica al esturión beluga como especie en peligro de extinción. Es una especie protegida listada en el Apéndice III de la Convención de Berna y su mercado está restringido bajo el CITES, en el Apéndice II. La población del mar Mediterráneo está fuertemente protegida bajo el Apéndice II de la Convención de Berna, prohibiendo cualquier muerte intencional de estos peces.
El Servicio de pesca y Vida Salvaje de Estados Unidos ha prohibido la importación del "caviar de beluga" y otros productos derivados de este pez del mar Caspio desde el 7 de octubre de 2005.
El esturión beluga es un gran predador, alimentándose de otros peces. Los esturiones beluga son peces sin relación alguna con las ballenas beluga (Delphinapterus leucas), que son mamíferos. La palabra "beluga" deriva del ruso y se utiliza como adjetivo de blanco.
Informes no confirmados sugieren que los esturiones beluga pueden alcanzar un largo de 6 a 8 m y pesos de hasta 2700 kg, haciéndolos los peces más grandes de agua dulce del mundo, mayores a Pangasianodon gigas o al Arapaima gigas (pez amazónico conocido como pirarucú o paiche). A la misma masa, el esturión beluga sería más pesado que el pez luna (Mola mola), generalmente señalado como el más grande de los Osteichthyes (peces con huesos).